# Liga Sul de Futsal
La Liga Sul de Futsal è una competizione brasiliana di calcio a 5 fondata nel 2005, disputata dalle squadre di club della Região Sul.

## Albo d'oro
| Stagione | Sede              | Vincitore           | Finalista           |
| -------- | ----------------- | ------------------- | ------------------- |
| 2005     | Brusque           | São Miguel          | Colegial            |
| 2006     | Varie sedi        | AABC                | Guarani             |
| 2007     | Non disputata     | Non disputata       | Non disputata       |
| 2008     | Concórdia         | Concórdia           | Copagril            |
| 2009     | Três Coroas       | Paraná              | Colégio Londrinense |
| 2010     | Concórdia         | Concórdia           | Guarapuava          |
| 2011     | Francisco Beltrão | Atlético de Ibirama | Guarapuava          |
| 2012     | Videira           | Hering              | Marreco             |
| 2013     | Lages             | Atlântico           | 1º de Julho         |
| 2014     | Maringá           | ALAF                | Cascavel            |
| 2015     | Toledo            | Xaxiense            | Keima               |
| 2016     | Non disputata     | Non disputata       | Non disputata       |
| 2017     | Non disputata     | Non disputata       | Non disputata       |
| 2018     | Campo Mourão      | Pato                | Blumenau            |

## Vittorie per club
| Titoli | Squadra             | Anni       |
| ------ | ------------------- | ---------- |
| 2      | Concórdia           | 2008, 2010 |
| 1      | São Miguel          | 2005       |
| 1      | AABC                | 2006       |
| 1      | Paraná              | 2009       |
| 1      | Atlético de Ibirama | 2011       |
| 1      | Hering              | 2012       |
| 1      | Atlântico           | 2013       |
| 1      | ALAF                | 2014       |
| 1      | Xaxiense            | 2015       |
| 1      | Pato                | 2018       |